# فرودگاه الییه اسپرینگز
فرودگاه الییه اسپرینگز (به انگلیسی: Eliye Springs Airport) یک فرودگاه همگانی، غیرنظامی با کد یاتا EYS است که یک باند فرود آسفالت دارد و طول باند آن ۹۰۰ متر است. این فرودگاه در کشور کنیا قرار دارد و در ارتفاع ۴۲۵ متری از سطح دریا واقع شده است.